# 초조본 대방광불화엄경 주본 권2,75
초조본 대방광불화엄경 주본 권2,75(初雕本 大方廣佛華嚴經 周本 卷二, 七十五)은 서울특별시 관악구 신림동, 호림박물관에 있는 고려시대의 목판본 불경이다. 
1991년 7월 12일 대한민국의 국보 제266호 초조본대방광불화엄경주본 <권제2,75>(初雕本大方廣佛華嚴經周本<卷第二,七十五>)으로 지정되었다가, 2010년 8월 25일 현재의 명칭으로 변경되었다.

## 개요
대방광불화엄경은 줄여서 '화엄경'이라고 부르기도 하는데, 우리나라 화엄종의 근본경전으로, 부처와 중생은 둘이 아니라 하나임을 기본 사상으로 하고 있다. 『보현행원품』은 화엄경 가운데 깨달음의 세계로 들어가기 위한 방법을 보현보살이 설법한 부분이다.
이 책은 당나라 실차난타(實叉難陀)가 번역한 『화엄경』 주본 80권 가운데 권2, 권75에 해당한다. 닥종이에 찍은 목판본으로 종이를 이어붙여 두루마리처럼 만들었는데, 크기는 권2가 세로 28.7cm, 가로 46.5cm이고 권75가 세로 29.8cm, 가로 46.1cm이다. 
본문의 글자가 빠진 것이 없고 내용상 다른 자는 없으나 같은 글자라도 대장도감<고종 23년(1236)에 대장경을 만들기 위해 설치한 기구>에서 찍어낸 책에 비해 약자(略字)를 많이 썼다. 본문 중 '경(敬)'자와 '경(竟)'자에 한 획이 빠져있는 점으로 보아 송나라 때 만들어진 판본을 바탕으로 새긴 것으로 보인다. '경(敬)'자와 '경(竟)'자는 송나라 태조의 할아버지 이름으로 왕의 이름을 피하기 위해 한 획을 줄여서 쓴 것이다. 
간행기록이 없어 정확한 시기는 알 수 없지만 고려 초기 대장경 가운데 하나이며, 12세기경에 찍어낸 것으로 보인다.

## 같이 보기
- 화엄경

## 참고 자료
- 초조본 대방광불화엄경 주본 권2,75 - 국가유산청 국가유산포털